# ديشار خطي
ديشار خطي (الاسم العلمي: Pteris linearis) هو نوع نباتي يتبع جنس الديشار من فصيلة الديشارية.